# Schloss Jößnitz

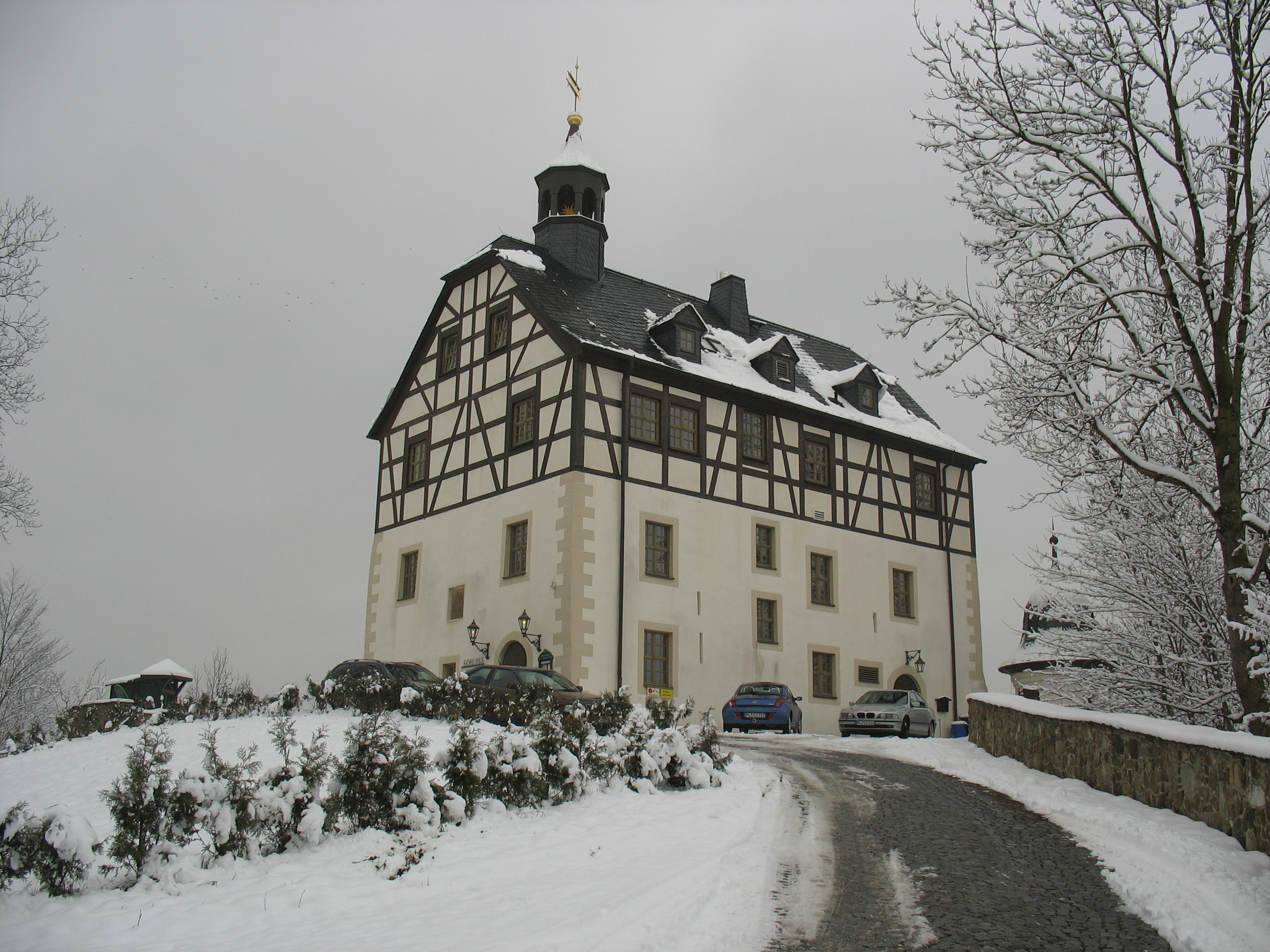
Das erhalten gebliebene Nebenschloss

Das Schloss Jößnitz ist das Wahrzeichen des gleichnamigen Ortes Jößnitz.

## Lage
Im Süden von Jößnitz auf einem nach SW gerichtetem Bergsporn über dem Kaltenbach.

## Geschichte

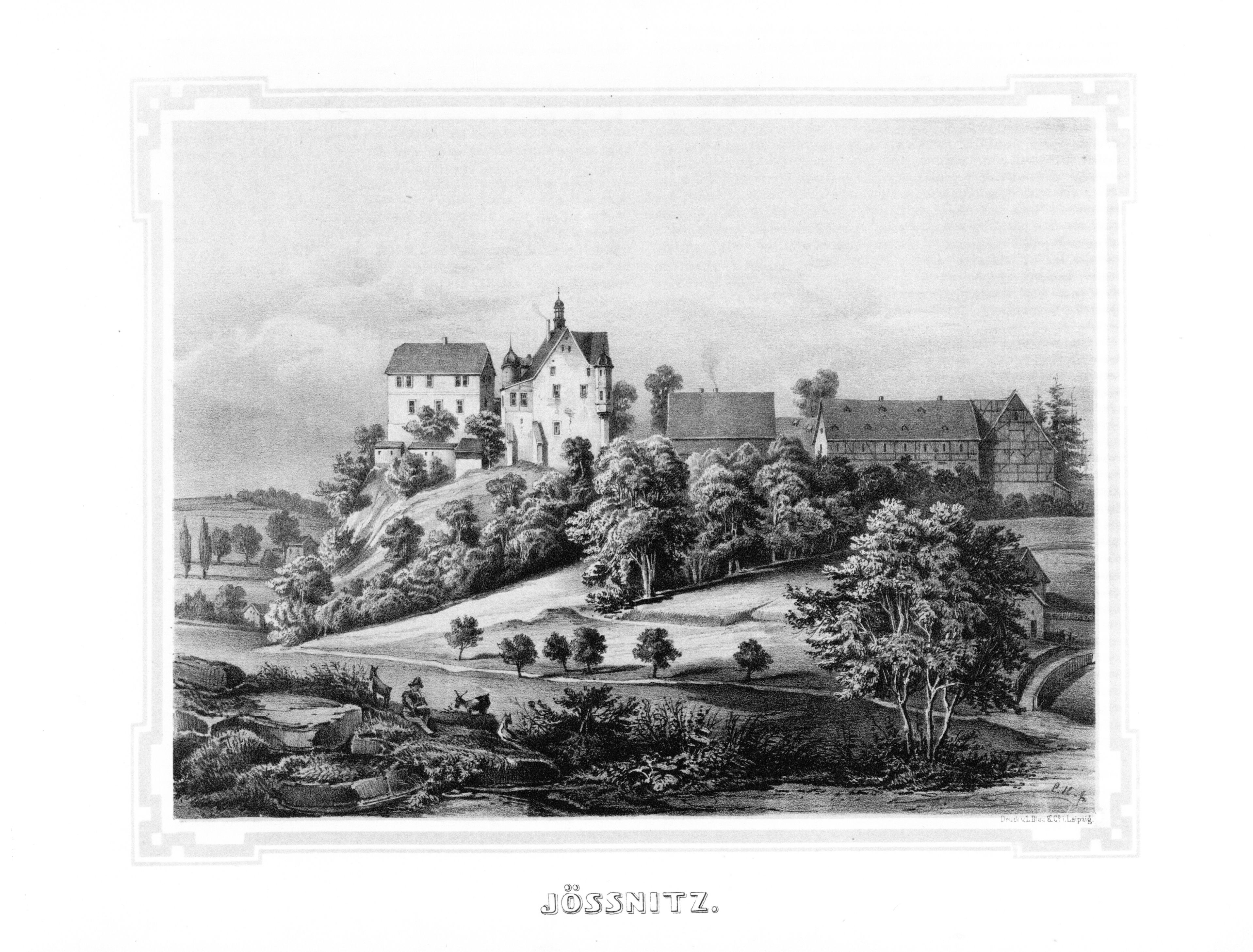
Abbildung des Jößnitzer Schlosses im Album der Rittergüter und Schlösser im Königreiche Sachsen aus dem Jahr 1859

1282 wurde die erste urkundliche Erwähnung des Herrensitzes Jößnitz verzeichnet mit „Theodericus de Jezcenicz“. Der Überlieferung nach soll die ehemalige Ritterburg um das Jahr 1320 entstanden sein. Die umliegende Gegend gehörte zu diesem Zeitpunkt den Herren von Lobdaburg-Elsterberg.
Ab 1446 war die Burg im Besitz der Herren von Dobeneck. Das Gut kam 1563 an die Familie von Watzdorf.
Das Schloss wurde wahrscheinlich im Dreißigjährigen Krieg durch Feuer beschädigt. 1643 konnte der Wiederaufbau beendet werden. Ab 1842 befand sich Schloss Jößnitz in bürgerlicher Hand, zunächst von Johann Gottfried Opitz. 1904 wurde die Familie Völkel Besitzer des Ensembles und errichtete im Anschluss den Gutspark, der zur Erholung der Familie diente und ein Badehaus sowie einen Tennisplatz beinhaltete. Der Teich ging aus einem bereits vor der Anlegung des Parks vorhandenen Gutsteich hervor, die Teichinsel war ursprünglich mit einer Hängeesche, Hochstammrosen sowie Rhododendron bepflanzt und über eine weiße Holzbrücke erreichbar. Nach der 1924 verordneten Zwangsversteigerung kam das Rittergut Jößnitz an die Thüringer Staatsbank. Nachdem 1929 die Landvolk-Siedlungsgesellschaft Berlin AG das Gut übernommen hatte, wurde es zwischen der Stadt Plauen (50 Hektar), verschiedenen Privatpersonen (45 Hektar als Siedlungsgelände) und Max Pollack (85 Hektar) aufgeteilt. Pollacks Teilfläche mit dem Jägerhaus wurde 1936 an die Sächsische Bauernsiedlung veräußerte. Drei Jahre später ist Kurt Popp als Besitzer bekannt. Nachher wurde das Rittergut in Gemeindeeigentum überführt.
Von 1947 bis 1973 diente das Schloss als Schulgebäude. Nachfolgend war es wegen Baufälligkeit ungenutzt, da die Mittel für eine Instandsetzung fehlten. Erst nach der Wende fand sich die Möglichkeit, das Wahrzeichen von Jößnitz zu retten. Die Gründung des „Fördervereins Schloß Jößnitz“ ermöglichte eine Sanierung des historisch wertvollen Bauwerks. Das unter Denkmalschutz stehende Gebäude wurde zwischen 1993 und 1998 fast vollständig abgetragen und wie der kleine Rundturm unter Wahrung des alten Stils neu errichtet. Heute befinden sich darin ein Hotel und ein Restaurant. Das Polenhaus musste 2000 nach längerem Leerstand abgebrochen werden.
Seit 2006 findet um das Schloss alljährlich ein Mittelalterspektakel statt. Hier werden Handwerkskunst, Ritterwettkämpfe und das Marktleben des Mittelalters zum Leben erweckt.

## Baubeschreibung
Mauerreste auf dem Standort des sogenannten „Jägerhauses“ deuten darauf hin, dass dort zur Zeit der Besiedlung eine alte Wehranlage errichtet wurde. Für die deutschen Ritter und ihre Gefolgsleute waren die neuen Sitze gefährlich, und es musste mit Auflehnungen und Überfällen gerechnet werden. Daraus ergab sich für die Herren die Notwendigkeit, Stätten zu schaffen, wo sie ihre Familie und ihr Hab und Gut in Sicherheit bringen konnten. In der Nähe dieser geschützten Anlage errichteten die Herren mit ihrem Gesinde die Gehöfte, die zur Bewirtschaftung des Bodens notwendig waren. Diese wurden als Vorwerke bezeichnet. Auf diese Weise ist wahrscheinlich auch das Rittergut in Jößnitz entstanden.
Die ursprüngliche Schlossanlage bestand aus zwei Gebäuden. Von der ehemaligen Anlage ist nur das Nebenschloss mit seinem Dachreiter erhalten geblieben. Das hintere Hauptgebäude war mit Türmchen und Erkern versehenen, auf einer Seite durch Gräben sowie Bollwerke geschützt und hatte eine Zugbrücke. 1860 wurde es abgerissen. Der damalige Besitzer wollte zwar ein neues errichten lassen, doch durch seinen plötzlichen Tod wurde dieser Plan nicht mehr ausgeführt. Der gut erhaltene Dachreiter des Hauptschlosses wurde damals auf das Nebenschloss umgesetzt. Seitdem hat das heutige Schloss einen „Turm“.
Die Burg ist ein mehrgeschossiger Bau aus Bruchstein mit einem Fachwerkobergeschoss. Der gesamte Fachwerkaufbau wurde vorbildgerecht erneuert. Das Krüppelwalmdach hat eine Laterne und stehende Gaupen mit Satteldach. Die Fassade wird durch Rechteckfenster, Kreuzstockfenster und teilweise erhaltene ursprüngliche Schießscharten geprägt. Diese Öffnungen wurden wahrscheinlich im 17. Jahrhundert erweitert. Neben der Burg steht ein kleiner Rundturm mit Welscher Haube.

## Rittergut und Schloss Jößnitz als Kulturdenkmal
Das gesamte Ensemble steht unter den Nummern 09247103  (Sachgesamtheit Rittergut und Schloss Jößnitz) und 09247102 (Einzeldenkmale) unter Denkmalschutz. Als Einzeldenkmale geführt werden dabei das Schloss (ehemalige Höhenburg) mit Rundturm und Stützmauern sowie der später angelegte Gutspark (Gartendenkmal) unterhalb des Schlosses mit Gartenpavillon. Dem Schloss und dem Rundturm kommen eine außerordentlich hohe ortsgeschichtliche und landschaftsprägende Bedeutung zu. Im Hangbereich befinden sich Stützmauern, im Park sind zahlreiche Gehölze, insbesondere dendrologisch wertvollen Altbäume und Ziersträucher. Das Rundwegsystem und der Teich mit Insel und Fontäne sind aus ihrer Entstehungszeit überkommen, so dass sich in ihm die gartenkünstlerischen Auffassungen des beginnenden 20. Jahrhunderts mit einem hohen Maß an Authentizität manifestieren, zudem besitzt er eine landschaftsgestaltende Bedeutung. Im Park unterhalb des Schlosses steht eine original erhaltene kleine Gartenlaube im Schweizerhausstil, die die Handwerkskunst des beginnenden 20. Jahrhunderts dokumentiert.

### Bauliche Schutzgüter im Gutspark
- Erschließung: typisches Rundwegsystem eines Parks im landschaftlichen Stil, das ausgedehnten Spaziergang ermöglicht – beginnend östlich des Schlosses, den Schlosshang zum ebenen Teil des Parks hinab, um den Teich führend und im Westen über den Schlosshang wieder zum Schloss aufsteigend
- Zugänge zum Park: von Westen über die Brücken an zwei Stellen von der Bahnhofstraße aus, von Nordwesten über den von der Schlossstraße abzweigenden Rundweg, von Osten über den östlich vom Schloss gelegenen Abgang über den Schlosshang
- Wegesystem: historischer Wegeverlauf erhalten, wassergebundene Decke, durch Pflegerückstand heute gesplittete Erdwege
- Gartenbauten: Gartenlaube (Einzeldenkmal) im Schweizerhausstil, vermutlich um 1905/10 erbaut, Holzkonstruktion, eingeschossig, mit kleiner überdachter Terrasse, Krüppelwalmdach mit doppelter Biberschwanzziegelabdeckung, Sparren- und Pfettenköpfen verziert
- Wasserelemente: Teich (mit ausgebuchteter Uferlinie, Insel und Wasserfontäne) bildet den gestalterischen Schwerpunkt des Parks und wird über einen Zulauf vom Kaltenbach gespeist und über einen Ablauf im Osten des Parks wieder in den Kaltenbach zurückgeführt

### Vegetabile Schutzgüter im Gutspark
- Alleen und Baumreihen: Rosskastanien-Reihe (Aesculus hippocastanum) südöstlich des Teiches
- Einzelbäume: Weymouths-Kiefer (Pinus strobus), Sawara-Scheinzypresse (Chamaecyparis pisifera 'Filifera'), Gemeine Esche (Fraxinus excelsior), Schwarz-Kiefer (Pinus nigra), Rosskastanie (Aesculus hippocastanum), Berg-Ahorn (Acer pseudoplatanus), Kanadische Hemlocktanne (Tsuga canadensis), Schwarz-Erle (Alnus glutinosa)
- zahlreiche Altbäume im Hangbereich: Stiel-Eichen (Quercus robur), Gemeine Esche (Fraxinus excelsior), Berg-Ahorn (Acer pseudoplatanus), Berg-Ulme (Ulmus glabra)
- Hecken und Sträucher: Pfeifenstrauch (Philadelphus coronaries), Tatarischer Hartriegel (Cornus alba), Schneebeere (Symphoricarpos albus),  Alpenjohannisbeere (Ribes alpinum), Haselnuss (Corylus avellana), Schneeball (Viburnum spec.), Gemeiner Flieder (Syringa vulgaris)
- Hangbereich: Schneebeere (Symphoricarpos albus), Alpenjohannisbeere (Ribes alpinum)
- Teichinsel: Rhododendron (Rhododendron spec.)
- Stauden: kreisrundes Rosenbeet südlich des Teiches

### Sonstige Schutzgüter im Gutspark
- Bodenrelief: Rittergut und Schloss thronen auf einer weit sichtbaren Plateaufläche, wobei das Schloss ca. 4 Meter über dem Hofniveau auf einem steil nach Westen abfallenden Felssporn liegt, am Fuße dieses Hangs schließt eine zum Kaltenbach hin, flach ausstreichende Ebene an, auf dem sich der größte Teil des Schlossparks befindet
- Stützmauer (Einzeldenkmal) im oberen Bereich des Schlosshangs aus unverputztem Bruchstein mit Schieferabdeckung, wegbegleitende Mauer am Fuße des Schlosshangs aus geschichtetem Naturstein

### Störfaktoren
Das Schloss ist als Blickpunkt vom Park teilweise nicht mehr wahrnehmbar, da die Altgehölze des Schlosshangs zu hoch geworden sind.

### Wirtschaftshof

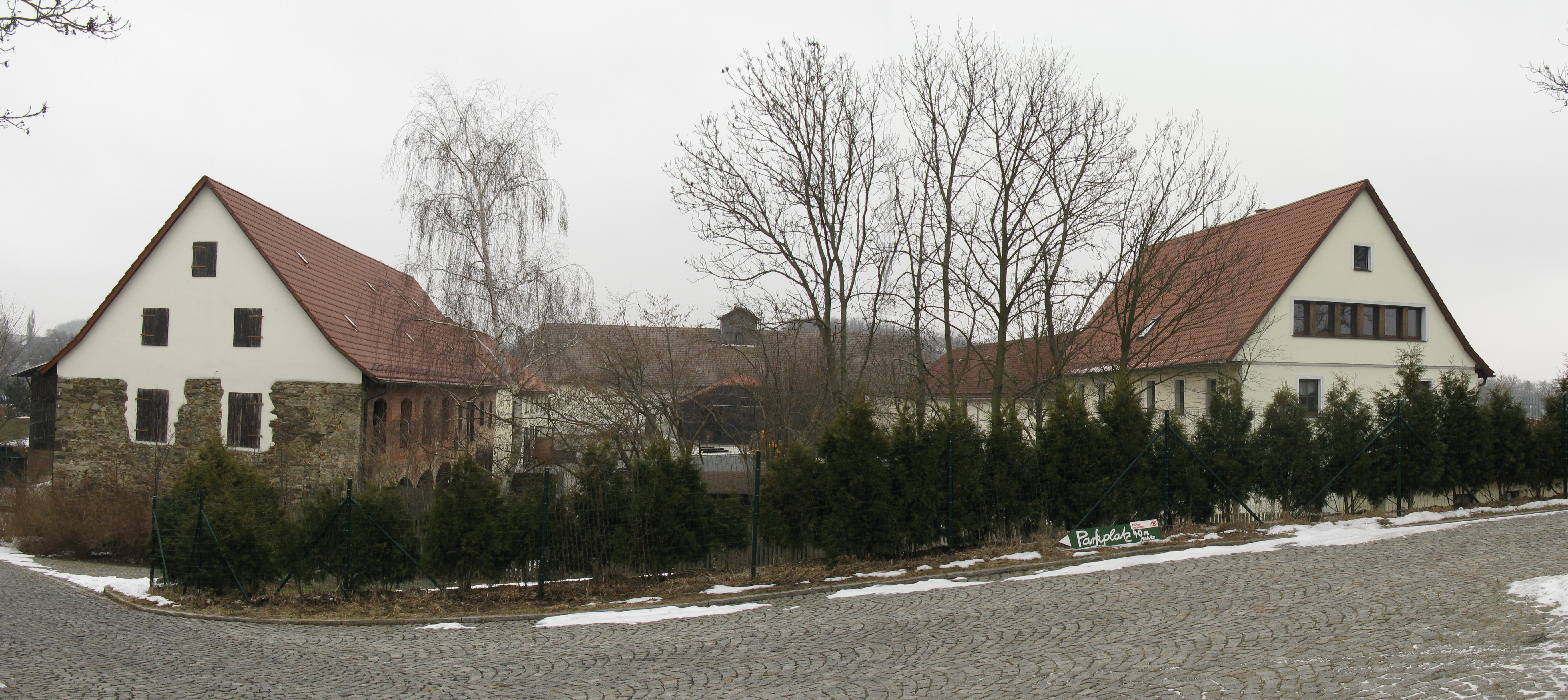
Der Gutshof am Jößnitzer Schloss

Als Bestandteil der Sachgesamtheit ist auch der Wirtschaftshof denkmalgeschützt.
- Das Verwalterwohnhaus war eine ehemalige Schnapsbrennerei, später ein Inspektorhaus. Es ist ein zweigeschossiger, schlichter Putzbau auf einem rechteckigen Grundriss mit Satteldach. Im Inneren gibt es möglicherweise älteren Bestand.
- Das gegenüberliegende, zweigeschossige Seitengebäude besteht aus Ziegelmauerwerk mit großen Remisen und Holztoren. Im Obergeschoss finden sich Ziegelmauerwerk, Bruchstein bzw. mit Ziegeln ausgefachtes Fachwerk. Das Satteldach hat einen kleinen Dachreiter. Im Inneren ist ein großer, tonnengewölbter Keller. Reste des Bruchsteinmauerwerks gehen auf den älteren Baukörper zurück. Im Erdgeschoss gibt es teilweise böhmisches Kappengewölbe auf Pfeilern.
- Neben einer Toreinfahrt mit großem zweiflügligem Holztor und Pforte steht das zweite Wirtschaftsgebäude, ein zweigeschossiger, stark veränderter Putzbau mit Satteldach.
- Die massive, verputzte Scheune an der Schmalseite der Hofanlage mit hohem Krüppelwalmdach, Dachreiter und Holzanbau war ursprünglich eineinhalbgeschossig. Sie wurde nach einem Brand 1923 in gleicher Art wieder aufgebaut.
- Das dritte Wirtschaftsgebäude ist ein eineinhalbgeschossiger Putzbau aus Ziegelmauerwerk und Bruchstein mit Satteldach. Es wurde wahrscheinlich im 19. Jahrhundert überformt.